# Эмин, Ахмет
Ахмет Эмин Ялман (1888—1972) — турецкий ученый-социолог, один из самых заметных журналистов своего времени.

## Биография
Окончил Немецкий лицей в Стамбуле. В 1907 г. поступил на юридический факультет Стамбульского университета. В 1910 г. продолжил обучение в Колумбийском университете, где в 1914 г. защитил диссертацию на соискание PhD, посвященную турецкой прессе (была затем издана отдельной книгой).
В том же году вернулся в Стамбул, где начал заниматься социологией. При помощи Зии Гёкальпа пришел в высшую школу и в 1916—1920 гг. преподавал социологию и статистику на факультете политических наук Стамбульского университета, став первым профессором социологии в университете.
В 1919 г. по приказу султана Мехмета VI был сослан в Кютахью, а в марте 1920 г. уже британским оккупационным командованием — на Мальту. После освобождения правительство Ататюрка предложило ему посты главноуправляющего прессой и информацией и посла в США, но Эмин отказался, предпочтя сосредоточиться на журналистике.

### Журналистика
Еще будучи студентом, Эмин начал работать в утренней газете в Стамбуле. Впоследствии он основал и возглавил газету «Ватан» («Родина»), которая изначально была органом младотурок. В 1925 г. из-за конфликта с властями газета была закрыта, а сам главный редактор отправлен в ссылку в Чорум, где провел 10 лет вдали от политики. В 1936 г. приобрел газету «Тан» (Рассвет), в годы Второй мировой войны вновь редактировал «Ватан». После войны сначала примыкал к Демократической партии, затем начал критиковать её, за что был в 1959 г. приговорен к 15 месяцам заключения, однако вскоре был выпущен на свободу и уехал в США.
В 1950 г. был одним из организаторов Международного института прессы. В 1952 г. во время визита в Малатью на Эмина было совершено покушение: Хюсейн Юзмез тяжело ранил журналиста (впоследствии покушавшийся был приговорен к 20 годам заключения).
Автор 4-томных воспоминаний.

### Награды
Награждён Золотым пером свободы (1961) и Золотой медалью Британского института журналистов. Кроме того, в 1959 г. университеты Калифорнии и Джорджии присвоили ему Премию мужества.

## Сочинения
- The development of modern Turkey as measured by its press. New York, 1914.
- Die Türkei. Gotha, 1918.
- Turkey in the World War. New Heaven-London: Yale University Press, 1930.
- Havalarda 5000 kilometre seyahat notlari. Istanbul: Vatan Matbaası, 1943.
- Yarının Türkiyesine seyahat: yeni Türk akıncılarının âleminden notlar. Istanbul: Vatan Matbaası, 1944.
- Naziliǧin ic̣yüzü. Istanbul: Vatan Matbaası, 1945.
- Ahmet Emin Yalmanʼın Mütareke devrinde yazdıkları. Ankara: Çankaya Basımevi, 1946.
- An experiment in clean journalism. Istanbul: Kağit ve Basim İşleri A.Ş., 1950.
- Turkey in My Time. Norman: University of Oklahoma Press, 1956.

1. ↑  Ahmet Emin Yalman // Faceted Application of Subject Terminology
2. ↑  https://books.google.cl/books?id=7SxMCgAAQBAJ&pg=PA1845&dq=Ahmet+Emin+Yalman+died&hl=tr&sa=X&ved=2ahUKEwjU1evYk7vuAhUqGLkGHWM6CSUQ6AEwBXoECAUQAg#v=onepage&q=Ahmet%20Emin%20Yalman%20died&f=false